# Onkisaari (ö i Södra Savolax, S:t Michel, lat 61,82, long 26,82)
Onkisaari är en ö i Finland. Den ligger i sjön Puula och i sjön Puula och i kommunen Hirvensalmi i den ekonomiska regionen  S:t Michel och landskapet Södra Savolax, i den södra delen av landet, 210 km nordost om huvudstaden Helsingfors. Öns area är 7,4 hektar och dess största längd är 0,7 kilometer i nord-sydlig riktning.